# Lukas Nielsen
Lukas Fredrik Christian Nielsen, född 23 december 1884 i Malmö Karoli församling, död 29 april 1964, var en dansk gymnast.
Nielsen tävlade för Danmark vid olympiska sommarspelen 1908 i London, där han var en del av Danmarks lag som slutade på fjärde plats i lagmångkampen. Vid olympiska sommarspelen 1912 i Stockholm var Nielsen med och tog brons i lagtävlingen i fritt system.